# Mobipay
Mobipay fue un servicio de pago por móvil que se desplegó en España desde 2001 hasta 2009. Permitía autorizar pagos con tarjetas de crédito o débito como VISA y MasterCard asociadas al teléfono móvil. Con este sistema no era necesario enviar los datos de la tarjeta por internet.
La comunicación se realizaba mediante mensajes interactivos USSD entre el teléfono móvil y el nodo Mobipay, en forma de pregunta-respuesta. También se habilitó la opción de usar SMS.
Al realizar un pago con Mobipay, se recibe un mensaje USSD en el teléfono móvil que informa de la operación que se está realizando (comercio e importe) y solicita que se autorice respondiendo con un Número de Identificación Personal (NIP), número secreto que sólo el usuario conoce. A un mismo teléfono se pueden asociar varias tarjetas (cartera móvil) aunque hay una seleccionada por defecto.